# سانت آنجلو در لیزولا
سانت آنجلو در لیزولا (به ایتالیایی: Sant'Angelo in Lizzola) یک منطقهٔ مسکونی در ایتالیا است که در استان پزارو و اوربینو واقع شده‌است. سانت آنجلو در لیزولا ۱۱٫۸ کیلومتر مربع مساحت و ۸٬۷۴۹ نفر جمعیت دارد.